# Herbertpur
Herbertpur é uma cidade e uma nagar panchayat no distrito de Dehradun, no estado indiano de Uttaranchal.

## Demografia
Segundo o censo de 2001, Herbertpur tinha uma população de 9242 habitantes. Os indivíduos do sexo masculino constituem 53% da população e os do sexo feminino 47%. Herbertpur tem uma taxa de literacia de 69%, superior à média nacional de 59.5%: a literacia no sexo masculino é de 75% e no sexo feminino é de 63%. Em Herbertpur, 13% da população está abaixo dos 6 anos de idade.